# Stephen Turnbull
Stephen Richard Turnbull, britanski zgodovinar, * 6. februar 1948.
Turnbull se je specializiral za področje vojaške zgodovine vzhoda, še posebej se posveča japonskim samurajem.
Obiskoval je Univerzo v Cambridgeu in tam prvič diplomiral. Kasneje je diplomiral še iz vojaške zgodovine in teologije ter na Univerzi v Leedsu doktoriral iz psihologije.
Objavil je številne knjige, ki se večinoma nanašajo na srednjeveške teme.
1. ↑  data.bnf.fr: platforma za odprte podatke — 2011.